# James Henry Emerton
Pour les articles homonymes, voir Emerton.
James Henry Emerton est un naturaliste américain, né le 31 mars 1847 à Salem dans le Massachusetts et mort le 5 décembre 1930 à Boston.

## Biographie
Passionné très jeune par l’histoire naturelle, il fréquente à 15 ans l’Essex Institute (en), institution regroupant un muséum et une bibliothèque fondée en 1821. Là, il fréquente des naturalistes comme Alpheus Spring Packard (1839-1905), Frederic Ward Putnam (1839-1915), Caleb Cooke (1838-1880), John Robinson (1846-1925) et bien d'autres. Le jeune Emerton, bien qu'il n'ait jamais pris de cours de dessin, se fait connaître par la qualité de ses illustrations de plantes et d’animaux, notamment des insectes.
En 1868, il se sent assez sûr de lui pour faire paraître une annonce dans The American Naturalist où il propose ses services comme illustrateur naturaliste. A.S. Packard utilise d'ailleurs ses talents pour participer à l'illustration de Guide to the Study of Insects ainsi que Sereno Watson (1826-1892) et Amos Eaton (1776-1842) pour leur Botany of the Fortieth Parallel.
En 1873, il est embauché par le muséum de l’Institut comme assistant. Il se passionne alors pour l’étude des araignées. En 1875, il part avec sa collection d'araignées en Europe et fréquente les universités de Iéna et de Leipzig. Il rencontre alors les grands arachnologistes de son époque : Octavius Pickard-Cambridge (1828-1917), Eugène Simon (1848-1924), Ludwig Carl Christian Koch (1825-1908), Tord Tamerlan Teodor Thorell (1830-1901) et Gustav Heinrich Emil Ohlert (1807-1871).
De retour aux États-Unis d'Amérique, il reprend son poste d’assistant. La grande qualité de ses œuvres, tant naturalistes que d’artiste, lui vaut une grande renommée. Il illustre notamment les publications de nombreux naturalistes, il travaille ainsi de nouveau pour A.S. Packard (Monograph of the Geometridae) mais aussi pour Samuel Hubbard Scudder (1837-1911) sur les papillons d’Amérique du Nord (Butterflies of North America), pour Addison Emery Verrill (1839-1926) sur la faune marine (Marine Invertebrates), pour Elizabeth Maria Gifford Peckham (1854-1940) et George William Peckham (1845-1914) sur les guêpes (Wasps, Social and Solitary) et pour Charles Sedgwick Minot (1852-1914) sur l’embryologie (Textbook of Embryology). Il réalise également des travaux pour divers muséums comme ceux de Cambridge et de Harvard. En 1884, il se marie avec Mary A. Hills et le couple emménage à Boston.
Emerton travaille principalement sur les araignées des États-Unis d'Amérique ainsi que celles du Canada et des Caraïbes. Il voyage beaucoup notamment avec Albert Pitts Morse (en) (1863-1936) dans le sud du pays, avec Alexander Emanuel Agassiz (1835-1910) dans les Caraïbes et G.W. Peckham dans la région des Sierras. Emerton fait paraître de nombreuses publications, parmi celles-ci il faut citer :
- The Structure and Habits of Spiders (1878) ;
- Life on the Seashores, or Animals of our Coast and Bays (1880) ;
- New England Spiders of the Family Theridiidae (1882) ;
- Common Spiders of the United States (1902).

Emerton est le découvreur de 350 espèces nouvelles, la plupart de ses types étant déposés au Museum of Comparative Zoology. Très actif dans de nombreuses sociétés savantes de Boston et de Nouvelle-Angleterre. Il lègue sa bibliothèque et ses collections à Nathan Banks (1868-1953).